# Ira Wallach
Ira Wallach (* 22. Januar 1913 in New York City, New York; † 2. Dezember 1995 ebenda) war ein US-amerikanischer Autor und Drehbuchautor.

## Leben
Wallach wuchs in New Rochelle auf und diente im Zweiten Weltkrieg bei der United States Army. Bereits 1942 steuerte er Liedtexte für eine Broadwayadaption von Der Barbier von Sevilla bei. Nach dem Kriegsende veröffentlichte er einige Bücher, darunter auch einige Literaturparodien. 1958 schrieb er zusammen mit Abram S. Ginnes die Komödie Drink to Me Only, die es auf insgesamt 77 Aufführungen am Broadway brachte. Seine zweite und letzte Broadway-Komödie Absence of a Cello wurde 120 Mal aufgeführt, Murray Hamilton erhielt für seine Darstellung eine Tony-Award-Nominierung. Die deutschsprachige Bearbeitung von Gina Kaus wurde vom deutschen und österreichischen Fernsehen verfilmt, die Hauptrollen des deutschen Fernsehfilmes spielten Dieter Borsche und Inge Langen.
Wallach verfasste das Drehbuch zur 1962 erschienenen Filmkomödie Sexy! mit James Garner und Kim Novak in den Hauptrollen. Im Jahr darauf adaptierte er das Buch von George Goodman für die Komödie Getrennte Betten mit James Garner und Lee Remick. Für die Komödie Die nackten Tatsachen mit Tony Curtis, Claudia Cardinale und Sharon Tate adaptierte er 1967 sein eigenes, bereits 1959 erschienenes Buch Muscle Beach. Im darauf folgenden Jahr schrieb er gemeinsam mit Peter Ustinov das Drehbuch zur britisch/US-amerikanischen Co-Produktion Das Millionending mit Ustinov in der Hauptrolle. Hierfür wurden sie 1969 für den Oscar nominiert, in diesem Jahr gewann jedoch Mel Brooks mit Frühling für Hitler.
Wallach war verheiratet, aus der Ehe ging eine Tochter hervor. Er erlag den Folgen einer Lungenentzündung in einem New Yorker Krankenhaus.

## Filmografie
- 1962: Sexy! (Boys' Night Out)
- 1963: Getrennte Betten (The Wheeler Dealers)
- 1967: Nur kein Cello
- 1967: Die nackten Tatsachen (Don't Make Waves)
- 1968: Das Millionending (Hot Millions)
- 1968: Nur ein Cello
- 1984: Au théâtre ce soir

## Broadway
- 1942: Once Over Lightly
- 1955: Phoenix '55
- 1958: Drink to Me Only
- 1964–1965: Absence of a Cello

## Auszeichnungen
- 1969: Oscar-Nominierung für Das Millionending
- 1969: WGA-Award-Nominierung für Das Millionending